# アフリスケート
アフリスケート（Afriskate Cup）は、南アフリカのケープタウンで開かれていたフィギュアスケートの国際大会。

## 概要
国際スケート連盟及び南アフリカフィギュアスケート協会の企画により地域による参加制限のない国際大会として2003年5月の第一回大会から2005年5月の第三回大会まで開催された。審査には6.0システムが使用された。
2006年に第四回大会が計画されたが中止になった。
その後南アフリカにおいては2008-2009シーズンジュニアグランプリシリーズのスケートサファリがケープタウンで開催された。

## 歴代メダリスト

### シニア

#### 男子シングル
| 年   | 競技者数 | 金                       | 銀                 | 銅                         |
| 2004 | 3        | マシュー・ウィルキンソン | ガレス・エクハルト | ジャスティン・ピーターセン |
| 2005 | 3        | フレデリック・パウルス   | ガレス・エクハルト | ジャスティン・ピーターセン |

#### 女子シングル
| 年   | 競技者数 | 金                     | 銀                   | 銅              |
| 2004 | 5        | シャリーン・ヒューマン | ジェナ・アン・バイズ | Jennifer SCHMID |
| 2005 | 0        | 競技者なし             | 競技者なし           | 競技者なし      |

#### ペア
| 年   | 競技者数 | 金                                        | 銀         | 銅         |
| 2005 | 1        | エバ＝マリア・フィッツェ / リコ・レックス | 競技者なし | 競技者なし |

### ジュニア

#### 男子シングル
| 年   | 競技者数 | 金                     | 銀                     | 銅                   |
| 2003 | 3        | Frederick PAULS        | コンラート・ギーリング | 競技完了者なし       |
| 2004 | 3        | コンラート・ギーリング | Ra'eez HENDRICKS       | Nicolai SIERSTED     |
| 2005 | 3        | マチュー・ウィルソン   | コンラート・ギーリング | ルディ・スウィガース |

#### 女子シングル
| 年   | 競技者数 | 金                | 銀                   | 銅               |
| 2003 | 4        | Wenke LUDWIG      | ジェナ・アン・バイズ | メーガン・アリー |
| 2004 | 3        | Natasha Lee DANN  | メーガン・アリー     | Julia NUESCH     |
| 2005 | 4        | Kristina GEISSLER | ローレン・ヘンリー   | Cassandra BARNES |

#### アイスダンス
| 年   | 競技者数 | 金                              | 銀         | 銅         |
| 2003 | 1        | Tiffany JONES / Daniel O'HANLON | 競技者なし | 競技者なし |
| 2004 | 1        | Maj PETERSEN / Benjamin EBELING | 競技者なし | 競技者なし |